# Vratislava
Vratislava je ženské křestní jméno slovanského původu. Význam jména je navratitel slávy. Jejím protějškem je Vratislav.
Podle České kalendáře má svátek 9. prosince
Domácí podoby: Vraťka, Vráťa, Vrantinka a Slávka.